# Andrea Lucchesini
Andrea Lucchesini (Massa e Cozzile, 8 luglio 1965) è un pianista italiano.

## Biografia
Allievo della pianista Maria Tipo, si è imposto all'attenzione internazionale vincendo nel 1983 il primo premio al concorso Dino Ciani del Teatro alla Scala di Milano, che gli ha aperto la strada alla collaborazione con importanti orchestre e direttori quali Claudio Abbado, Semyon Bychkov, Roberto Abbado, Riccardo Chailly e altri. La sua attività di concertista inoltre gli ha valso, nel 1994, il premio Accademia Chigiana e nel 1995 il premio della Giuria "F. Abbiati".
Di rilievo sono inoltre le interpretazioni delle opere del compositore Luciano Berio di cui ha pubblicato nel 2007 un album per l'etichetta Avie Records, che ha fatto seguito al concerto Echoing curves dello stesso compositore registrato con la London Symphony Orchestra per l'etichetta BMG, e la collaborazione con il violoncellista Mario Brunello.
Per l'etichetta Stradivarius ha pubblicato l'intera raccolta delle sonate per pianoforte di Ludwig van Beethoven.
Dal 2018 è direttore artistico dell'Accademia Filarmonica Romana.